# Dariusz Gęsior
Dariusz Jan Gęsior (* 9. Oktober 1969 in Chorzów, Polen) ist ein ehemaliger polnischer Fußballspieler.

## Vereinskarriere
Dariusz Gęsior verbrachte seine gesamte Karriere in der heimischen Ekstraklasa. Insgesamt bestritt er 427 Spiele, in denen er 73 Mal traf, für Ruch Chorzów, Widzew Łódź, Pogoń Stettin, Amica Wronki, Wisła Płock und Groclin Grodzisk.

## Nationalmannschaft
Gęsior spielte von 1992 bis 1999 insgesamt 22-mal für die polnische Nationalmannschaft. Mit der polnischen Olympiaauswahl gewann er bei den Olympischen Spielen 1992 in Barcelona die Silbermedaille.

## Erfolge
- Polnischer Meister (1989, 1997)
- Polnischer Pokalsieger (1996, 2006)
- Olympische Silbermedaille (1992)